# Алсено
Алсѐно (на италиански: Alseno, на местен диалект Alsèn, Алсен) е малко градче и община в северна Италия, провинция Пиаченца, регион Емилия-Романя. Разположено е на 79 m надморска височина. Населението на общината е 4823 души (към 2011 г.).